# Portrait de la famille de Ferdinand IV
Le portrait de la famille de Ferdinand IV est une peinture à l'huile sur toile composée par l'artiste suisse Angelica Kauffmann en 1782 et conservée au Musée national de Capodimonte à Naples. 

## Histoire
Le portrait de la famille, exposé dans la salle 37 du musée national de Capodimonte, dans le secteur de l'Appartement Royal du palais de Capodimonte, a été réalisé lors du séjour napolitain d'Angelica Kauffmann entre 1782 et 1783 : arrivant de Londres, la peintre a été accueillie avec les honneurs, à tel point qu'elle est devenue une amie proche de la reine Marie Caroline de Habsbourg-Lorraine. Le tableau, lors de sa réalisation à Rome, a été salué par Ippolito Pindemonte, alors qu'au XIXe siècle, il était déjà exposé au palais de Capodimonte, dans la Galerie des portraits.

## Description
Les personnages de l'œuvre, basés sur des études préliminaires prises sur le vif , sont tous disposés dans un seul plan, dans une attitude confidentielle, suivant le schéma typique du modèle anglais pour les portraits de groupe : de gauche à droite Maria Teresa jouant de la harpe, François Ier des Deux-Siciles caressant un chien (deux autres chiens sont à gauche au premier plan), Ferdinand Ier des Deux-Siciles debout, puis Maria Carolina, Maria Cristina, Maria Luisa, Maria Amalia et Gennaro Giuseppe, enfant mort. On voit peu de meubles, comme un berceau de promenade, un vase posé sur un socle et une harpe, éléments qui renvoient à la nature harmonieuse et luxuriante  de la Campanie que l’on retrouve à l’arrière-plan de la toile.